# Martin Graiciar
Martin Graiciar (Karlovy Vary, 11 aprile 1999) è un ex calciatore ceco, di ruolo attaccante.

## Caratteristiche tecniche
Centravanti rapido e tecnico, dotato di un buon fisico, è bravo nella costruzione della manovra offensiva. Per le sue caratteristiche è stato paragonato a Pierre-Emerick Aubameyang.

## Carriera

### Club
Cresciuto nei settori giovanili di Sparta Praga, Viktoria Plzeň e Arsenal, il 17 gennaio 2017 viene acquistato dallo Slovan Liberec, con cui firma un triennale. 
Il 12 luglio seguente passa alla Fiorentina, tornando poi in prestito allo Slovan. Rientrato alla Fiorentina, trascorre una stagione ai margini della rosa, collezionando soltanto due presenze con la formazione Primavera; il 9 luglio 2019 viene ceduto a titolo temporaneo allo Sparta Praga.
Il 1º ottobre 2020 viene ceduto in prestito al Mladá Boleslav. Tuttavia anche questa stagione non risulta buona e la Fiorentina decide di svincolarlo a fine contratto.
Nel gennaio 2022 si lega ai canadesi del York United ma, a causa di un brutto infortunio, non scenderà mai in campo decidendo di chiudere giovanissimo la sua carriera da calciatore. 

### Nazionale
Ha giocato nelle nazionali giovanili ceche Under-16, Under-17, Under-18, Under-19 ed Under-21.

## Statistiche

### Presenze e reti nei club
Statistiche aggiornate al 21 settembre 2019.
| Stagione              | Squadra               | Campionato            | Campionato | Campionato | Coppe nazionali | Coppe nazionali | Coppe nazionali | Coppe europee | Coppe europee | Coppe europee | Altre coppe | Altre coppe | Altre coppe | Totale | Totale |
| Stagione              | Squadra               | Comp                  | Pres       | Reti       | Comp            | Pres            | Reti            | Comp          | Pres          | Reti          | Comp        | Pres        | Reti        | Pres   | Reti   |
| --------------------- | --------------------- | --------------------- | ---------- | ---------- | --------------- | --------------- | --------------- | ------------- | ------------- | ------------- | ----------- | ----------- | ----------- | ------ | ------ |
| gen.-giu. 2017        | Slovan Liberec        | 1L                    | 6          | 0          | MC              | 1               | 0               | -             | -             | -             | -           | -           | -           | 7      | 0      |
| 2017-2018             | Slovan Liberec        | 1L                    | 12         | 4          | MC              | 0               | 0               | -             | -             | -             | -           | -           | -           | 12     | 4      |
| Totale Slovan Liberec | Totale Slovan Liberec | Totale Slovan Liberec | 18         | 4          |                 | 1               | 0               |               | -             | -             |             | -           | -           | 19     | 4      |
| 2018-2019             | Fiorentina            | A                     | 0          | 0          | CI              | 0               | 0               | -             | -             | -             | -           | -           | -           | 0      | 0      |
| 2019-2020             | Sparta Praga          | 1L                    | 4          | 0          | MC              | 0               | 0               | UEL           | 0             | 0             | -           | -           | -           | 4      | 0      |
| Totale carriera       | Totale carriera       | Totale carriera       | 22         | 4          |                 | 1               | 0               |               | 0             | 0             |             | -           | -           | 23     | 4      |